# Lähtse
Lähtse – wieś w Estonii, w prowincji Harju, w gminie Kiili.